# Mycodrosophila simplex
Mycodrosophila simplex är en tvåvingeart som beskrevs av Bock 1980. Mycodrosophila simplex ingår i släktet Mycodrosophila och familjen daggflugor. Inga underarter finns listade i Catalogue of Life.